# Communauté d’agglomération Salon-Étang de Berre-Durance
Die  Communauté d’agglomération Salon-Étang de Berre-Durance ("Agglopole Provence") ist ein ehemaliger französischer Gemeindeverband mit der Rechtsform einer Communauté d’agglomération im Département Bouches-du-Rhône in der Region Provence-Alpes-Côte d’Azur. Sie wurde am 24. Dezember 2001 gegründet und umfasste 17 Gemeinden. Der Verwaltungssitz befand sich in der Stadt Salon-de-Provence.
Mit Wirkung vom 1. Januar 2016 wurde der Gemeindeverband in die neu gegründete Métropole d’Aix-Marseille-Provence integriert.

## Ehemalige Mitgliedsgemeinden
1. Alleins
2. Aurons
3. La Barben
4. Berre-l’Étang
5. Charleval
6. Eyguières
7. La Fare-les-Oliviers
8. Lamanon
9. Lançon-Provence
10. Mallemort
11. Pélissanne
12. Rognac
13. Saint-Chamas
14. Salon-de-Provence
15. Sénas
16. Velaux
17. Vernègues